# Złocki Potok (dopływ Szczawnika)
Złocki Potok – potok, lewy dopływ Szczawnika o długości 4,11 km i powierzchni zlewni 4,53 km².

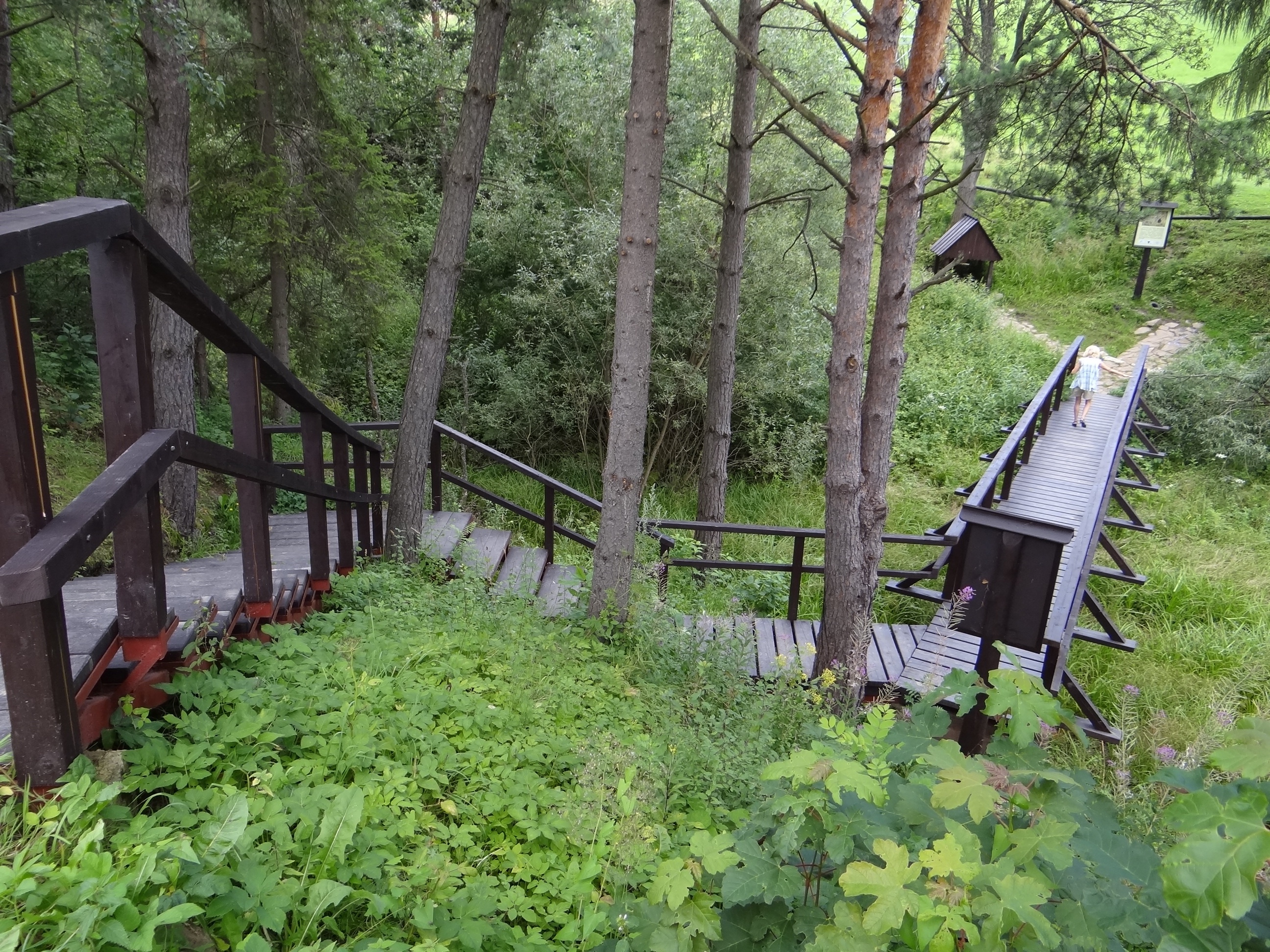
Zejście do doliny Złockiego Potoku z mofetą

Jego źródła znajdują się na wysokości około 730 m n.p.m., na południowych stokach masywu Jaworzyny Krynickiej. Spływa przez miejscowość Złockie i na wysokości około 467 m uchodzi do Szczawnika.
Cała zlewnia potoku znajduje się w Paśmie Jaworzyny Beskidu Sądeckiego. Orograficznie lewe zbocza jego doliny tworzy grzbiet opadający z Zarubów poprzez Nowińską Górę i Koziejówkę, prawe południowo-zachodni grzbiet Zarubów.
W dolinie Złockiego Potoku znajdują się rzadkie w Polsce mofety oraz źródła wód mineralnych. Jedna z tych mofet (największa w Polsce) jest udostępniona turystycznie. Jest to Mofeta im. prof. Henryka Świdzińskiego znajdująca się tuż przy szosie Jastrzębik – Złockie.